# Ambasador nadziei
Ambasador nadziei (jap. 杉原千畝　スギハラチウネ Sugihara Chiune) – japoński film historyczno-biograficzny z 2015 roku, w reżyserii Cellina Glucka.

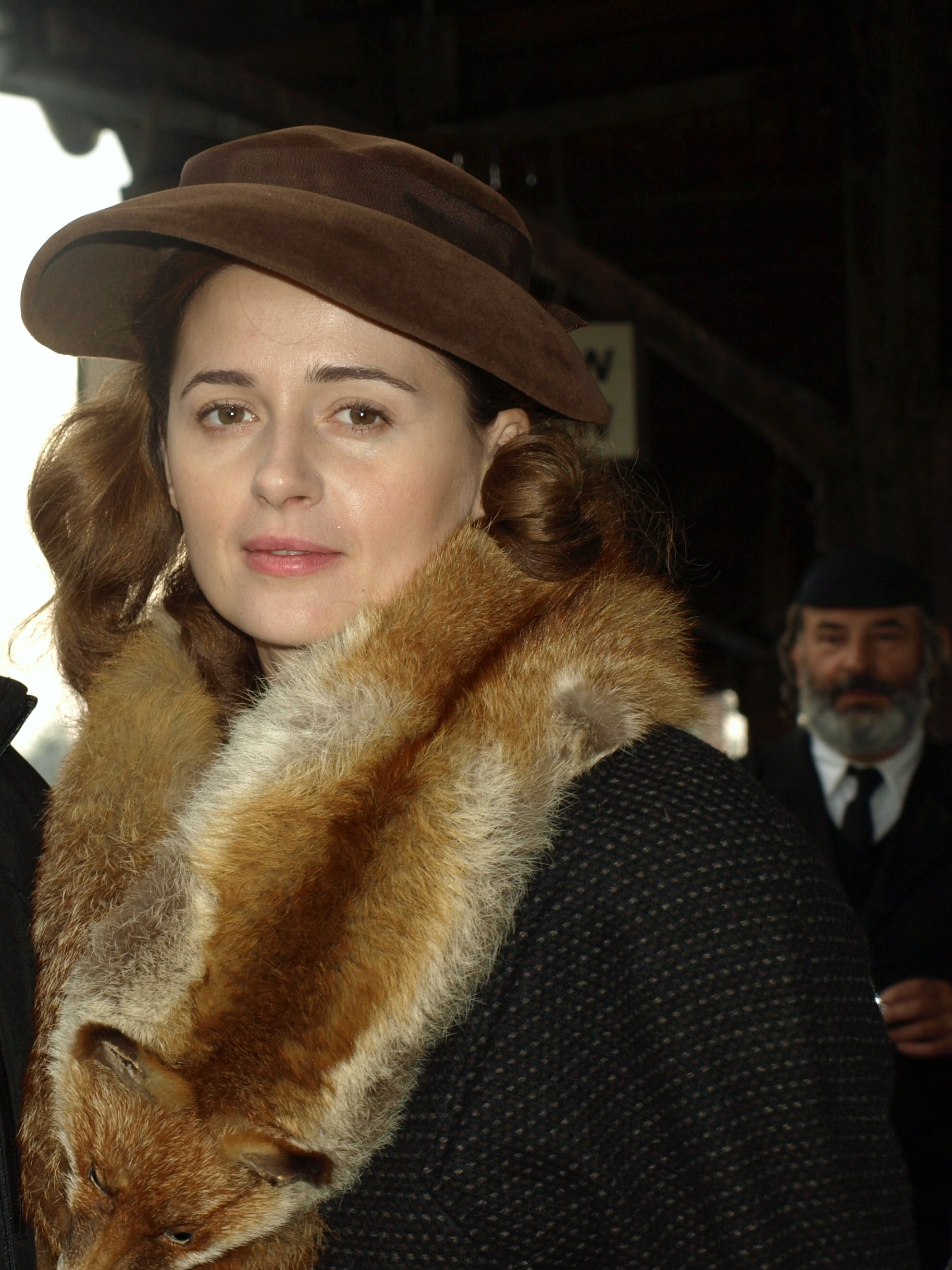
Agnieszka Grochowska na planie filmu

Anglojęzyczny tytuł filmu – Persona non grata – zaczerpnięty został z języka dyplomacji: wyrażenie persona non grata oznacza dyplomatę, który otrzymał nakaz opuszczenia kraju przyjmującego.

## Fabuła
Film opowiada historię japońskiego dyplomaty, konsula w Kownie, Chiune Sugihary (1900–1986), który wystawiając legalne i nielegalne wizy ocalił tysiące litewskich i polskich Żydów, uciekającym z terytorium Litwy po rozpoczęciu jej okupacji przez Armię Czerwoną w czerwcu 1940. Jako jedyny Japończyk znalazł się w gronie osób, które otrzymały tytuł „Sprawiedliwy wśród Narodów Świata”, z uwagi na swoją działalność bywa niekiedy nazywany japońskim Schindlerem. Akcja filmu rozgrywa się w okresie od 1934 do 1955 na terenie Europy, Azji i Ameryki Północnej.

## Obsada
- Toshiaki Karasawa(inne języki) – Chiune „Sempo” Sugihara, konsul Japonii w Kownie
- Koyuki – Yukiko Sugihara
- Agnieszka Grochowska – Irina
- Borys Szyc – Pesh
- Zbigniew Zamachowski – Avraham Goehner
- Anna Grycewicz – matka małej dziewczynki
- Michał Żurawski – Nyiszli

## Informacje dodatkowe
- Wszystkie zdjęcia do produkcji były kręcone w Polsce. Plenery i obiekty Berlina, Kowna, Moskwy, Tokio i Nowego Jorku zostały odtworzone w Warszawie. Plac Zamkowy zagrał Plac Czerwony w Moskwie. Izrael zagrały pola nad Liwcem. Sceny w Mandżurii oraz obóz jeniecki w Dachau zostały zrealizowane w Jaworzynie Śląskiej. Statek „Sołdek” w Gdańsku wystąpił jako parowiec wiozący Żydów z Władywostoku do japońskiego portu Tsuruga[3]. Sceny z dworca kolejowego, przejścia granicznego i zdjęcia z portu w Kłajpedzie kręcono w porcie w Gdyni. Wielki bal w Bukareszcie filmowcy zrealizowali w salach Pałacu Poznańskiego w Łodzi[4] Chełmno odegrało Królewiec[5].

- Światowa premiera miała miejsce 13 października 2015 w Kownie.
- Japońska premiera była 5 grudnia 2015, w ciągu pierwszych dwu dni wyświetlania obejrzało go 118 000 widzów na 329 ekranach[6].
- Polska premiera odbyła się 21 listopada 2016 r., był filmem otwarcia 14. Warszawskiego Festiwalu Filmów o Tematyce Żydowskiej[7].